# Dnes naposled
Dnes naposled je české filmové drama z roku 1958, jeden z méně známých filmů režiséra Martina Friče. Frič se ve filmu věnoval tématu alkoholismu a ukázal, jak závislost dokáže učinit trosku stejně dobře ze vzdělaného člověka i představitele dělnické třídy. Role hlavního hrdiny Ing. Dandy byla velkou příležitostí pro herce Zdeňka Štěpánka.
Ing. Danda je přesvědčen, že bez pití nemůže pracovat, hospoda je pro něj azylem před nepříjemnou realitou. Předností filmu je nemilosrdné ztvárnění různých cest na společenské dno alkoholismu, Karel Mašek (Vladimír Ráž), houslový virtuos, pije, protože je deprimován svou přízemní ženou, jíž při první příležitosti zahne, holič Zemánek (Jiří Sovák) je notorický alkoholik, nechává se ostatními hosty nálevny U Kroců ponižujícím způsobem využívat za pár kapek něčeho ostřejšího, bývalý továrník Taufe (František Smolík), který neunesl znárodnění svého podniku a propil se do deliria s příznačnými bílými myšmi.
Film se vyznačoval psychologickou jemnokresbou, která plynula z Fričovy i Štěpánkovy osobní zkušenosti s alkoholem. Odborným poradcem na filmu byl MUDr. Jaroslav Skála, nestor protialkoholní léčby v Československu. Jeho slavná záchytná stanice a léčebna je ve filmu také vypodobněna.

## Obsazení
| Zdeněk Štěpánek     | inženýr Jindřich Danda             |
| František Smolík    | podivín Taupe, bývalý továrník     |
| Vladimír Ráž        | houslista Karel Mašek              |
| Jaroslav Mareš      | překupník Rendl                    |
| Jiří Sovák          | holič Zemánek                      |
| Antonie Hegerlíková | Berta, Dandova žena                |
| Irena Kačírková     | Magda Řeháková, dcera starožitníka |
| Běla Jurdová        | Božka, Maškova žena                |
| Eva Očenášová       | Jiřina, dcera Dandových            |
| Václav Tomšovský    | Láďa, syn Dandových                |
| Luděk Munzar        | Jaroslav, Jiřinin snoubenec        |
| Vladimír Menšík     | vinárník Kroc                      |
| Vlastimil Brodský   | starožitník                        |
| Václav Lohniský     | ředitel                            |
| Jarmil Škrdlant     | tajemník Fiala                     |
| Karel Peyr          | Monti, zahraniční zákazník         |
| Zbyněk Vostřák      | dirigent Bohumil Petržílka         |

Dále hrají: Jindřich Narenta (doktor Ventura), Věra Váchová (Venturova žena), Jiřina Bohdalová (zákaznice v starožitnictví), Zdeněk Řehoř (muž zákaznice), Bedřich Bozděch, Stella Zázvorková, Ladislav H. Struna, Fanda Mrázek a Marcela Sedláčková (hosté ve vinárně), Oldřich Dědek (přítel manželů Venturových), Vladimír Hrubý (příslušník SNB), Miroslav Svoboda (pacient protialkoholické léčebny), Ota Motyčka (svačinář v úřadě), František Holar (železničář na ulici), Karel Hovorka (kupec Dandova domu), Bohuš Hradil (Maškův kolega z orchestru), Marta Fričová (tlumočnice), Věra Ferbasová (prodavačka), Martin Raus (architekt)

## Tvůrci a štáb
- Režie: Martin Frič
- Námět a scénář: Josef Neuberg, František Vlček
- Kamera: Jaroslav Tuzar
- Vedoucí výroby: Rudolf Wolf
- Hudba: Jiří Srnka
- Nahrál: Filmový symfonický orchestr (řídili Milivoj Uzelac a František Belfín), Ivan Kawaciuk (Paganiniho koncert pro housle D dur)
- Výtvarník dekorací: Bohuslav Kulič
- Zvuk: Emanuel Formánek
- Střih: Jan Kohout
- Dále spolupracovali: Josef Mann (masky), Vladislav Rada a Eva Slívová (výprava), Magdalena Balíková a Věra Hromádková (kostýmy), Rudolf Jaroš (pomocný režisér), Luděk Marold (zástupce vedoucího výroby), Marie Hejzlarová a Pavel Horák (asistenti režiséra), Věra Líznerová (asistentka architekta), Jarmila Müllerová (asistentka střihu), Ludmila Tikovská (asistentka výroby), Věra Hurková a Jiří Budín (asistenti maskéra), Josef Pechar a Miroslav Ondříček (asistenti kameramana), Josef Pražák (světla), MUDr. Jaroslav Skála (odborný poradce)

## Návštěvnost
Od své premiéry v prosinci 1958 až do 30. listopadu 1969, kdy byl vyřazen z distribuce, vidělo film v českých kinech v rámci 6 344 představení celkem 1 112 644 diváků.